# Dillon Day
Dillon Day (Ohio, USA, 18 de agosto de 1970) es un actor pornográfico y director estadounidense.

## Biografía
El día estuvo casado a Dasha pero ahora está casado con su compañera y actriz porno Victoria Rush. Inicialmente prosiguió sucarrera en Hollywood y aparecido en Bio-Domo en la película El beso de la Viuda en 1994. En 2002, su padre decidió introducirse en la industria de películas para adulto también, haciendo su debut en Lluvia en la Isla de la productora Sin City y utilizando el nombre artístico de Poppa Wad.

## Premios y nombramientos
| Año  | Ceremonia         | Resultado                                                                                 | Categoría                        | Trabajo |
| ---- | ----------------- | ----------------------------------------------------------------------------------------- | -------------------------------- | ------- |
| 2001 | AVN Premio        | Intérprete macho del Año                                                                  |                                  |         |
| 2001 | AVN Premio        | Actor mejor - Película                                                                    | Watchers                         |         |
| 2001 | AVN Premio        | Actor mejor - Vídeo                                                                       | Ángeles oscuros                  |         |
| 2001 | AVN Premio        | Más Actor De apoyo - Película                                                             | Adrenalina                       |         |
| 2001 | AVN Premio        | Más Actor De apoyo - Vídeo                                                                | Lado del oeste                   |         |
| 2001 | AVN Premio        | Escena de Sexo de Pares mejor - Vídeo (con Lola)                                          | Chica Boom 3                     |         |
| 2001 | AVN Premio        | Escena de Sexo de Pares mejor - Vídeo (con Midori)                                        | Lado del oeste                   |         |
| 2001 | AVN Premio        | Escena de Sexo de Pares mejor - Película (con Dasha)                                      | Shakespeare Reveló               |         |
| 2001 | NightMoves Premio | Actor mejor/Intérprete Macho (la elección del editor)                                     |                                  |         |
| 2001 | XRCO Premio       | Mejor Nuevo Semental                                                                      |                                  |         |
| 2002 | AVN Premio        | Intérprete macho del Año                                                                  |                                  |         |
| 2002 | AVN Premio        | Mejor Actor - Película                                                                    | Bajos fondos                     |         |
| 2002 | AVN Premio        | Escena de Sexo de Pares mejor - Vídeo (con TJ Hart)                                       | Coches rápidos & Tiki Barras     |         |
| 2003 | AVN Premio        | Intérprete macho del Año                                                                  |                                  |         |
| 2003 | AVN Premio        | Mejor Actor – Película                                                                    | Ángel de veneno                  |         |
| 2003 | AVN Premio        | Más Escena de Sexo Anal - Vídeo (con Jewels Jade)                                         | Fauna y flora Concurso Anal 2002 |         |
| 2003 | AVN Premio        | Escena de Sexo en pareja @– Vídeo (con Hannah Harper)                                     | Ejemplos a seguir 2              |         |
| 2003 | AVN Premio        | Escena de Sexo de Grupo – Película (con Dasha & Sharon Wild)                              | Tomar 5                          |         |
| 2003 | AVN Premio        | Escena de Sexo de Grupo – Película (con Dasha, Danny & Pat Myne)                          | Visión                           |         |
| 2003 | AVN Premio        | Mejor Escena de Sexo en Grupo – Vídeo (con April, Violeta Azul, Avy Scott & Randy Spears) | Heroin                           |         |
| 2003 | XRCO Premio       | Mejor Escena en Grupo (con April, Violeta Azul, Avy Scott & Randy Spears)                 | Heroin                           |         |
| 2004 | AVN Premio        | Mejor Actor – Vídeo                                                                       | El fénix que Aumenta 2           |         |
| 2004 | AVN Premio        | Mejor Actor de Reparto – Película                                                         | Perfecto                         |         |
| 2004 | AVN Premio        | Escena de Sexo de Grupo mejor @– Película (con Aurora Snow & John West)                   | Heaven                           |         |
| 2006 | AVN Premio        | Intérprete Extranjero del Año                                                             |                                  |         |
| 2006 | AVN Premio        | Mejor Actor – Vídeo                                                                       | Ángeles oscuros 2: Bloodline     |         |
| 2006 | AVN Premio        | Mejor Escena de Sexo en pareja @– Vídeo (con Dasha)                                       | Chupar, Jode, Trago              |         |
| 2006 | XRCO Premio       | Mejor Rendimiento Solo - Actor                                                            | Ángeles oscuros 2                |         |
| 2007 | AVN Premio        | Más POV Escena de Sexo (con Stacy Plata)                                                  | Masticar en Mi Spew 3            |         |